# Cratère de Morokweng

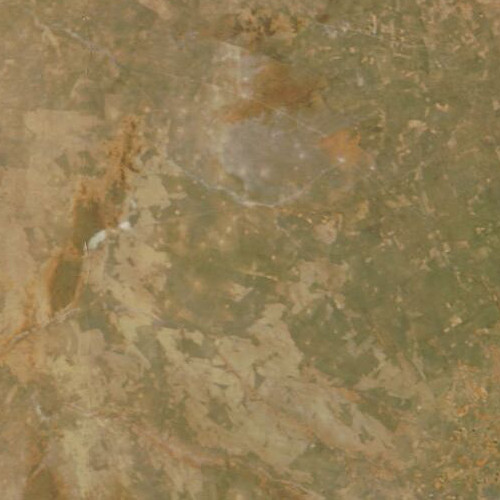
Photo satellite de la zone du cratère de Morokweng

Le cratère de Morokweng est un cratère d'impact situé dans le Kalahari à proximité de la ville de Morokweng, proche de la frontière avec le Botswana.

## Description
Le cratère, découvert en 1994, a été formé par la chute d'un astéroïde d'une taille comprise entre 5 et 10 km, il y a environ 145 millions d'années. Il n'est plus visible à la surface, et a été découvert par gravimétrie.
Il a une forme circulaire d'environ 70 km de diamètre, et fait partie des plus grands cratères d'impacts connus sur Terre.
En mai 2006, des scientifiques ont annoncé avoir découvert un fragment de 25 cm de diamètre provenant de l'astéroïde, à 770 m sous la surface. Certains autres fragments sont exposés au Science Museum de Londres.